# 29806 Eviesobczak
29806 Eviesobczak è un asteroide della fascia principale. Scoperto nel 1999, presenta un'orbita caratterizzata da un semiasse maggiore pari a 2,2802569 UA e da un'eccentricità di 0,1677075, inclinata di 3,58379° rispetto all'eclittica.